# Ishtar (musikgrupp)

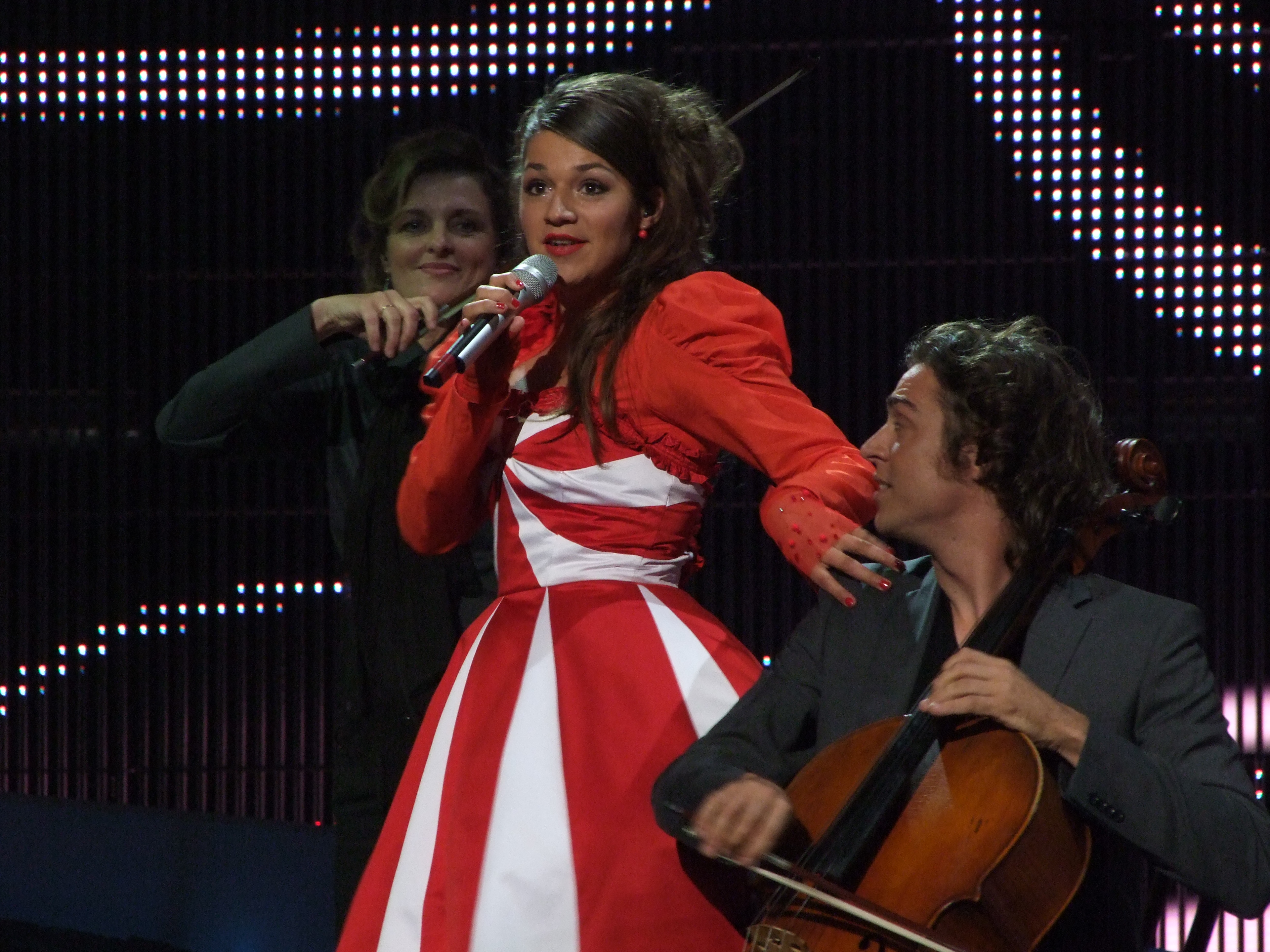
Ishtar i Belgrad, 2008

Ishtar är en belgisk folkmusikgrupp som representerade Belgien i Eurovision Song Contest 2008 i Belgrad, Serbien. 
Deras bidrag, med vilken de tävlade i den första semifinalen 20 maj, heter O Julissi och framfördes på ett påhittat språk med mezzosopranen Soetkin Baptist i spetsen. Senast Belgien använde sig av de konceptet i tävlingen var 2003 då de kom tvåa efter turkiska Sertab Erener. Ishtar däremot gick inte vidare till finalen.